# RAC (músico)
RAC é um projeto solo de indie-eletrônico de André Allen Anjos, vencedor de um Grammy Award. O RAC criou mais de 200 remixes para músicas de rock, eletrônica e dance e para vários artistas musicais, com suas características de trabalho em anúncios para o Citigroup e Hulu, entre outros. Em sua turnê ao vivo, o quinteto tem sido destaque no Coachella Valley Music and Arts Festival, Firefly Music Festival, Bumbershoot, Corona Capital e Lollapalooza.

## História

### Fundação do Remix Artist Collective
O Remix Artist Collective foi criado em janeiro de 2007 por André Allen Anjos. Originário de Coimbra, Portugal, Anjos fundou o RAC em Greenville, Illinois, Estados Unidos, e tornou-se coordenador do Remix Artist Collective. Mais tarde, Andrew Maury (Nova York) e Karl Kling (Portland) se juntaram ao RAC.[carece de fontes?] O primeiro lançamento do RAC foi "Sleeping Lessons (RAC Mix)", para o The Shins, com o remix ganhando um lugar como uma versão no B-side da canção "Australia". O remix, junto com vários outros projetos, atraiu interesse de bandas como Tokyo Police Club, Bloc Party e Ra Ra Riot.[carece de fontes?]
Seu EP de 2008, Sega Vs. Nintendo, estimulou o interesse por blogueiros e ganhou uma manchete no site de jogos Kotaku. Além da menção e postagem de remixes por publicações online como a Pitchfork Media e Brooklyn Vegan, o RAC teve reconhecimento formal em um artigo de capa de longa-metragem para o St. Louis na Riverfront Times, uma entrevista online para o Stereo Subversion, e uma estreia exclusiva em MP3 através da Stereogum.

### Últimos anos com projeto solo
RAC remixou artistas como Kings of Leon, Lana Del Rey, Yeah Yeah Yeahs, Edward Sharpe, Death Cab for Cutie, Phoenix, Foster the People, Linkin Park, Two Door Cinema Club, Bob Marley, U2, Ella Fitzgerald, New Order, Lady Gaga, Odesza e Washed Out. RAC lançou sua primeira canção original, "Hollywood", com Penguin Prison, via Green Label Sound, em 3 de maio de 2012. "Hollywood" foi o single promocional para o álbum de estreia original de RAC.
RAC lançou sua segunda música original, "Let Go", com Kele, do Bloc Party, e MNDR em 20 de agosto de 2013. Este foi o segundo single do EP Do Not Talk To, lançado em 1 de outubro de 2013. O álbum de estreia do RAC, como o projeto solo de Anjos, Strangers, foi lançado em 1 de abril de 2014. Anjos reside atualmente nos Estados Unidos. Fora da remixagem, Anjos trabalhou criando conteúdo musical original para a série Entourage, da HBO, e foi um dos principais membros da banda indie-eletrônica The Pragmatic, até ao final de 2010. RAC também compôs e realizou a trilha sonora para o videogame Master Spy.
RAC se apresentou em festivais de música, incluindo o Coachella Valley Music and Arts Festival, Firefly Music Festival, Bumbershoot, Corona Capital, Ultra Music Festival e o Lollapalooza.
Seu remix de "Say My Name", da dupla Odesza, foi nomeado para Melhor Gravação Remisturada nos prêmios Grammy de 2016.
RAC desempenhou um papel importante na produção do sétimo álbum de estúdio do Linkin Park, One More Light.

## Membros do Remix Artist Collective
Membros atuais
- André Allen Anjos

Membros anteriores
- Andrew Maury
- Karl Kling
- Aaron Jasinski
- Chris Angelovski

## Discografia
- Holy Rollers OST (2010)
- Chapter One (2012)
- Strangers (2013)
- Master Spy (2015)

## Prêmios e nomeações
| Ano  | Organização  | Trabalho                    | Nomeação                    | Resultado | Ref.   |
| ---- | ------------ | --------------------------- | --------------------------- | --------- | ------ |
| 2016 | Grammy Award | "Say My Name" (RAC Remix)   | Melhor Gravação Remisturada | Indicado  | [ 20 ] |
| 2017 | Grammy Award | "Tearing Me Up" (RAC Remix) | Melhor Gravação Remisturada | Venceu    | [ 21 ] |
| 2021 | Grammy Award | "Do You Ever" (RAC Remix)   | Melhor Gravação Remisturada | Indicado  |        |